# 泉州天后宫
泉州天后宫是位于福建泉州市鲤城区南门天后路的妈祖庙，主祀女神妈祖。

## 历史
泉州天后宫始建于1196年，初名“顺济庙”。1407年，郑和奏请重修顺济庙，1415年再次重修，并更名“天妃宫”。1685年，感念妈祖有助清兵攻取台湾，更庙名为“天后宫”。泉州本地闽南语中仍沿用旧称“天妃宫（thian-hui-king）”。

## 建筑
泉州天后宫坐北朝南，占地1.8亩，是典型的闽南建筑风格。中轴线上为照壁、山门、正殿、寝殿、梳妆楼等主体建筑，中轴两侧分布着东西阙（钟鼓楼）、东西廊、东西轩、凉亭、斋馆等建筑。其中寝殿、东廊和凉亭为明代建筑，正殿、石刻为清代物件，山门于1990年重修。
正殿面阔五间24.6米，进深五间23米，为重檐歇山顶，屋脊装饰华丽。寝殿面阔七间35.1米，进深五间19.8米，单檐悬山顶。

## 地位与价值
泉州天后宫是海内外建筑规格最高，年代最早的妈祖庙之一，台湾和东南亚的许多妈祖庙都是从这里分灵的，有温陵天后祖庙之称。它也是中国大陆妈祖庙中第一座全国重点文物保护单位。
- 三川門
- 三川殿内侧戏台
- 戏台藻井
- 正殿
- 寝殿内部梁架
- 寝殿内部梁架
- 寝殿北面
- 寝殿东北角
- 梳妆楼
- 川门外广场

## 接驳交通
公交站
- 大隘门站： 27路、古城区块状运行系统